# Zygaenosia tetragona
Zygaenosia tetragona är en fjärilsart som beskrevs av Walker 1864. Zygaenosia tetragona ingår i släktet Zygaenosia och familjen björnspinnare. Inga underarter finns listade i Catalogue of Life.